# Spottspindlar
Spottspindlar (Scytodidae) är en familj av spindlar med omkring 160 arter över hela världen, uppdelade på fem olika släkten.

## Kännetecken
Spottspindlar har en kroppslängd på omkring 4 till 12 millimeter. Kroppen är krämfärgad eller gulbrun och på den finns svarta mönster. De har sex ögon. Spindlarna har en speciell jaktteknik, de snärjer sitt byte genom att "spotta" klippiga trådar i ett zickzackliknande mönster över det. Trådarna består av ett sekret och gift som bildas i körtlar i framkroppen. Det som spindel reagerar på vid jakt är främst bytets storlek och rörelsehastighet. 

## Släkten
- Dictis
- Scyloxes
- Scytodes
- Soeuria
- Stedocys